# Terézvárosi TC
Terézvárosi TC – węgierski klub piłkarski z siedzibą w Budapeszcie działający w latach 1902–1953.

## Historia

### Chronologia nazw
- 1902: Fővárosi Torna Club
- 1909: Terézvárosi Torna Club (TC)
- 1926: Terézvárosi Futball Club
- 1945: VI. ker. Barátság
- 1945: Terézvárosi TC
- 1949: Szerszámgépgyár
- 1951: Vasas Szerszámgépgyár

## Osiągnięcia
- W lidze (16 sezonów na 109): 1904–1912/13, 1914–1915, 1918/19–1921/22